# Олга Гурамишвили
Олга Тадеозовна Гурамишвили-Чавчавадзе (на грузински: ოლღა გურამიშვილი-ჭავჭავაძისა) е грузинска общественичка.
Родена е в княжески род в Авчала (днес част от Тбилиси) на 12 март 1842 г. Омъжва се за княз Илия Чавчавадзе, водеща фигура в грузинското национално движение през втората половина на XIX век.
Участва активно в дейността на Дружеството за разпространение на грамотността в Грузия, оглавява Благотворителното дружество на грузинските жени а през 1895 – 1906 г.
Олга Гурамишвили умира на 29 април 1927 г.